# Contea di Brown (Illinois)
La contea di Brown ( in inglese Brown County ) è una contea dello Stato dell'Illinois, negli Stati Uniti. La popolazione al censimento del 2000 era di 6 950 abitanti. Il capoluogo di contea è Mount Sterling.